# Hugh Carey
Hugh Leo Carey, född 11 april 1919 i Brooklyn, New York, död 7 augusti 2011 i Shelter Island, Suffolk County, New York, var en amerikansk demokratisk politiker. 
Han var ledamot av USA:s representanthus 1961-1974 och New Yorks guvernör 1975-1982.

## Biografi
Carey studerade vid St. John's University i New York. Han avlade 1951 juristexamen och arbetade därefter som advokat. Han blev invald i representanthuset i 1960 års kongressval i USA. I 1974 års guvernörsval i New York besegrade han den sittande guvernören Malcolm Wilson som hade tillträtt som guvernör i december föregående år efter att Nelson Rockefeller blivit USA:s vicepresident. Efter åtta år som guvernör efterträddes Carey av viceguvernören Mario Cuomo. Därefter arbetade Carey på advokatbyrån Harris Beach PLLC.
Carey stödde den vinnande kandidaten Eliot Spitzer i 2006 års guvernörsval i New York. Carey avled 2011.